# 唐木
唐木（からき、とうぼく）は、シタン、コクタン、ビャクダン、カリン、タガヤサンなど、熱帯地方から日本への輸入銘木全般の総称。もと中国を経て輸入したことから「唐木」という。

## 概要
堅い材質と美しい色合いや光沢から、建材、家具、楽器、仏壇などに重用される。遣唐使の頃に多く輸入され始め、正倉院宝物に当時の唐木細工が多く残る。大阪指物、江戸指物が有名。
特にシタン、コクタン、タガヤサンが「唐木三大銘木」とされる。